# Dario Nardella
Dario Nardella (Torre del Greco, 20 de noviembre de 1975) es un músico, abogado y político italiano.
Graduado en Jurisprudencia por la Universidad de Florencia, posee un doctorado en derecho público y derecho del ambiente; es profesor de su alma mater.
Fue elegido diputado en 2012 por la lista Partido Democrático. 
Desde el 26 de mayo de 2014 se desempeña como alcalde de Florencia.